# Про Всесвіт коротко
«Про Всесвіт коротко» (англ. «The Universe in a Nutshell») — науково-популярна книга відомого фізика-теоретика Стівена Гокінга 2001 року. Вона є своєрідним продовженням попереднього бестселера автора «Короткої історії часу» 1988 року і розповідає про наукові звершення, досягнуті у світі фізики з того часу.

## Про книгу
У книзі популярною мовою викладаються такі наукові проблеми, як сфери застосування теореми Геделя про неповноту і теорії струн, квантової теорії та супергравітації. Автор намагається окреслити контури Теорії всього — майбутньої теорії, яка б пояснила всі явища у Всесвіті.
У 2002 році Хокінг був нагороджений за «Про Всесвіт коротко» премією Aventis як найкращий автор, який пише на наукові теми.

## Глави
1. Коротка історія Відносності / A Brief History of Relativity
2. Форма часу / The Shape of Time
3. Світ у горіховій шкаралупці / The Universe in a Nutshell
4. Прогнозуючи майбутнє / Predicting the Future
5. Захищаючи минуле / Protecting the Past
6. Наше майбутнє? Зоряний шлях чи ні? / Our Future? Star Trek or Not?
7. Новий світ бран / Brane New World

## Вибір назви
Оригінальна назва «The Universe in a Nutshell» (буквально: «Всесвіт у горіховій шкарлупі») є грою слів, що не піддається перекладу українською мовою. Хоча фразеологізм «in a nutshell» справді означає «коротко», ця назва також відсилає до цитати з «Гамлета»: «О боже, я міг би замкнутися в горіховій шкаралупі і вважати себе царем нескінченного простору».

## Українські видання
- Стівен Гокінґ. Про Всесвіт коротко. — КСД, 2020. — 192 с. — ISBN 978-617-12-7641-3. (переклад Ярослава Лебеденка)[4]
- Стівен Гокінґ. Про Всесвіт коротко. — КСД, 2023. — 192 с. — (Фундація) — ISBN 978-617-12-9899-6. (переклад Ярослава Лебеденка)